# Фільїне-Вельятуро
Фільїне-Вельятуро (італ. Figline Vegliaturo, сиц. Figlina) — муніципалітет в Італії, у регіоні Калабрія, провінція Козенца.
Фільїне-Вельятуро розташоване на відстані близько 440 км на південний схід від Риму, 45 км на північний захід від Катандзаро, 11 км на південний схід від Козенци.
Населення — 1160 осіб (2014).
Щорічний фестиваль відбувається 7 квітня. Покровитель — Іван Хреститель (San Giovanni Battista).

## Демографія
Населення за роками:

Станом на 1 січня 2023 року в муніципалітеті офіційно проживали 52 іноземці з 11 країн, серед них 4 громадяни країн Євросоюзу та 12 громадян України.

## Сусідні муніципалітети
- Априльяно
- Челлара
- Мангоне
- Патерно-Калабро
- П'яне-Краті